# Dam tot Damloop 2019
De Dam tot Damloop 2019 werd gehouden op zondag 20 september 2019. Het was de 35e editie van deze loop. De wedstrijd werd gelopen onder warme omstandigheden met een temperatuur van maximaal 22 °C voor de wedstrijdlopers tot 27°C voor de recreanten. De gevoelstemperatuur lag nog hoger door een hoge luchtvochtigheid en weinig wind.

De hoofdafstand was 16,1 km. Er werd in groepen gestart vanaf de Prins Hendrikkade in het centrum van Amsterdam en via de IJ-tunnel gelopen naar centrum van Zaandam. De laatste twee startgroepen van de Dam tot Damloop mochten niet meer starten vanwege de warmte. Dit om het risico te voorkomen dat er een capaciteitsgebrek zou ontstaan in de medische hulpverlening aan de deelnemers. Door deze beslissing konden 4.000 van de 46.000 deelnemers niet deelnemen.
De wedstrijd bij de mannen werd gewonnen door de Ethiopiër Solomon Berihu. De snelste vrouw was de Keniaanse Evaline Chirchir.
De hoofdafstand op zondag werd op zaterdag voorafgegaan door de Damloop by Night (5 Engelse mijl) en een wandeltocht. Hiernaast vond er zondagochtend een fietstocht plaats, die ook van start ging in Amsterdam.
Het evenement had dit jaar weer de status 'Silver Label Road Race' van de IAAF toegekend gekregen.

## Uitslagen

### Mannen
| rang   | naam             | land | tijd  |
| ------ | ---------------- | ---- | ----- |
| Goud   | Solomon Berihu   | ETH  | 45.51 |
| Zilver | John Langat      | KEN  | 46.20 |
| Brons  | Joel Ayeko       | ETH  | 46.42 |
| 4      | Mohamed Ali      | NED  | 46.51 |
| 5      | Ayele Abshero    | ETH  | 46.57 |
| 6      | Taoufik Allam    | MAR  | 48.08 |
| 7      | Chala Regasa     | ETH  | 48.32 |
| 8      | Mikael Ekvall    | SWE  | 48.34 |
| 9      | Björn Koreman    | NED  | 48.34 |
| 10     | Frank Futselaar  | NED  | 48.43 |
| 11     | Napoleon Solomon | SWE  | 48.46 |
| 12     | Joeri Wolf       | BEL  | 48.54 |
| 13     | Michel Butter    | NED  | 48.59 |
| 14     | Nicolaï Saké     | BEL  | 49.10 |
| 15     | Justin Mahieu    | BEL  | 49.12 |
| 16     | Ronald Schroër   | NED  | 49.26 |

### Vrouwen
| rang   | naam                | land | tijd  |
| ------ | ------------------- | ---- | ----- |
| Goud   | Evaline Chirchir    | KEN  | 50.32 |
| Zilver | Irene Cheptai       | KEN  | 50.35 |
| Brons  | Selamawit Dagnachew | ETH  | 50.48 |
| 4      | Bone Cheluke        | KEN  | 56.17 |
| 5      | Bo Ummels           | NED  | 56.29 |
| 6      | Jip Vastenburg      | NED  | 57.13 |
| 7      | Tirza van der Wolf  | NED  | 57.21 |
| 8      | Kim Dillen          | NED  | 57.24 |
| 9      | Jill Holterman      | NED  | 58.27 |
| 10     | Lotte Krause        | NED  | 58.59 |
| 11     | Miranda Boonstra    | NED  | 59.17 |

1985 ·
1986 ·
1987 ·
1988 ·
1989 ·
1990 ·
1991 ·
1992 ·
1993 ·
1994 ·
1995 ·
1996 ·
1997 ·
1998 ·
1999 ·
2000 ·
2001 ·
2002 ·
2003 ·
2004 ·
2005 ·
2006 ·
2007 ·
2008 ·
2009 ·
2010 ·
2011 ·
2012 ·
2013 ·
2014 ·
2015 ·
2016 ·
2017 ·
2018 ·
2019